# Vieille maison de ville Stanisavljević à Vranje
La vieille maison de ville Stanisavljević à Vranje (en serbe cyrillique : Стара варошка кућа Станисављевића у Врању ; en serbe latin : Stara varoška kuća Stanisavljevića u Vranju) se trouve à Vranje, dans le district de Pčinja, en Serbie. Elle est inscrite sur la liste des monuments culturels protégés de la République de Serbie (identifiant no SK 865),.

## Présentation
La maison, située 6 rue Bore Stankovića, a été construite dans la seconde moitié du XIXe siècle.